# Giallume delle Asteracee
Il Giallume delle Asteracee è una malattia cronica e sistemica delle piante causata da diversi batteri chiamati fitoplasmi. Il fitoplasma del Giallume delle Asteracee (aster yellows phytoplasma - AYP) colpisce 300 specie appartenenti a 38 famiglie di piante erbacee a foglia larga, principalmente appartenenti alla famiglia delle Asteraceae, nonché importanti colture di cereali come grano e orzo. 
I sintomi sono variabili e possono includere fillodia, virescenza, clorosi, ritardo della crescita e sterilità dei fiori. Il vettore della cicalina dell'aster, Macrosteles quadrilineatus, sposta il fitoplasma del Ingiallimento delle Asteracee da una pianta all'altra.
Il suo impatto economico si fa sentire soprattutto nel settore della coltivazione della carota ( Daucus carota ssp. sativus ) e nel settore vivaistico. Non si conosce alcuna cura per le piante infette da Ingiallimento delle Asteracee. 
Le piante infette devono essere rimosse immediatamente per limitare la diffusione del fitoplasma ad altre piante sensibili. Tuttavia, in contesti agricoli come i campi di carote, l'applicazione di insetticidi chimici ha dimostrato di ridurre al minimo il tasso di infezione uccidendo il vettore.

## Ospiti e sintomi

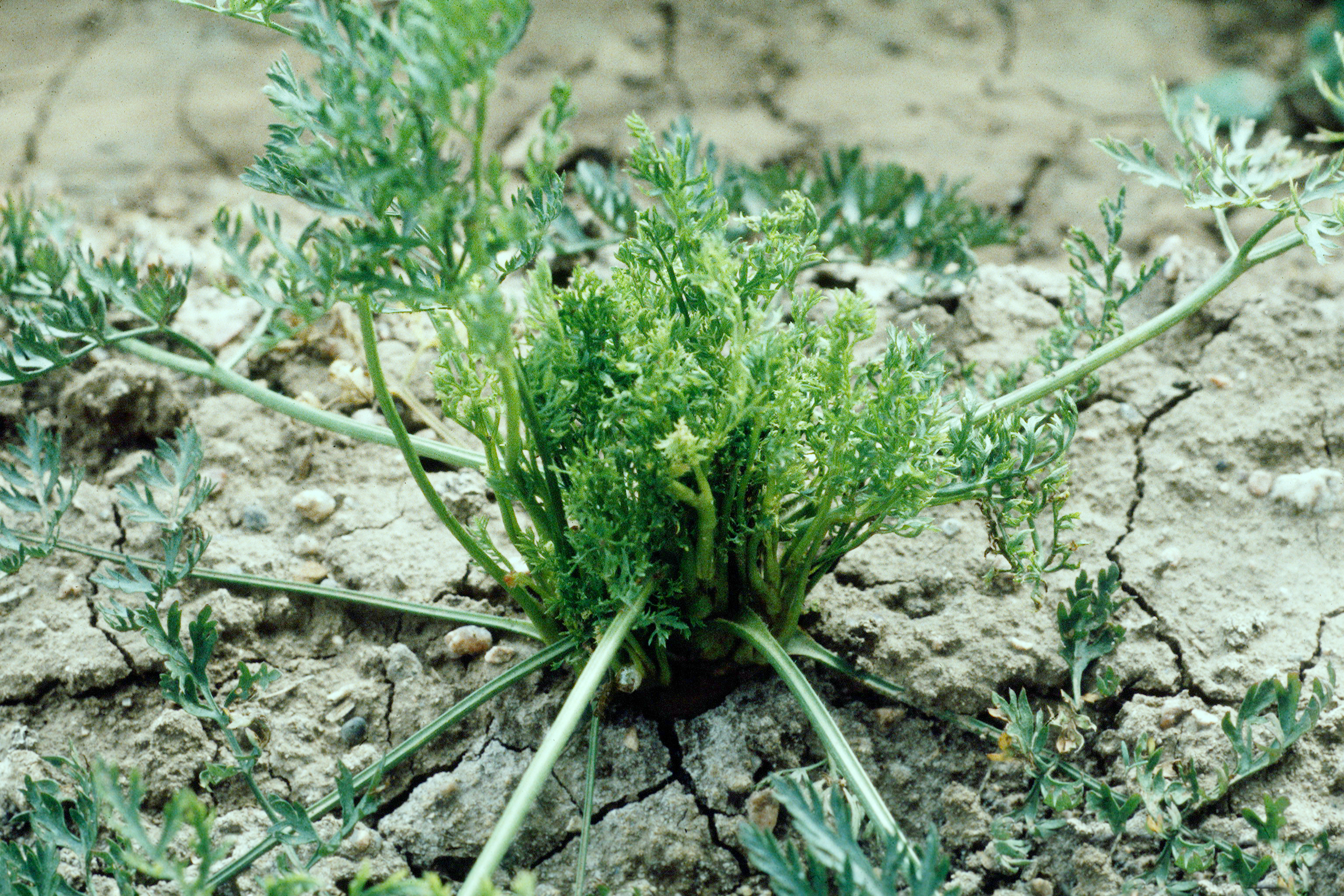
Sintomo detto "Scopa delle Streghe" su una carota infetta

Il Giallume delle Asteracee colpisce un'ampia varietà di piante, tra cui specie autoctone, fiori annuali, piante ornamentali, erbe infestanti e colture orticole. Le Asteraceae sono la famiglia più colpita, con specie ornamentali frequentemente infette come asteracee, calendule, coreopsis, girasoli ed echinacea purpurea. Tra le colture orticole, risultano particolarmente vulnerabili cipolla, lattuga, sedano e carota, con quest'ultima che subisce le perdite più significative.
I sintomi del Giallume delle Asteracee variano in base al ceppo del fitoplasma, al momento dell'infezione, alla specie vegetale colpita, alla temperatura, nonché all'età e alle dimensioni della pianta. Spesso possono essere confusi con quelli provocati da virus o da danni da erbicidi. Tra i segni più comuni vi sono lo schiarimento delle vene fino alla clorosi completa della foglia, il rachitismo, le deformazioni, la virescenza (inverdimento dei fiori), la fillodia (trasformazione dei petali in strutture simili a foglie), l'arrossamento del fogliame, la riduzione dell'apparato radicale e la sterilità. Sebbene la malattia raramente uccida le piante perenni ospiti, i sintomi tendono a essere più gravi nei climi caldi, mentre in ambienti più freddi alcune piante possono risultare asintomatiche.
Nella carota, i sintomi caratteristici iniziano con lo schiarimento delle nervature e la clorosi, seguiti dalla comparsa di numerosi germogli avventizi che conferiscono alla pianta un aspetto simile a una "scopa di strega". Questi germogli presentano internodi accorciati e piccioli fogliari più corti del normale. Le foglie giovani risultano più piccole e tendono a seccarsi, mentre quelle più vecchie mostrano piccioli contorti e fragili. A fine stagione, il fogliame residuo assume una tonalità bronzo o rossastra. Inoltre, i fiori appaiono deformati e le radici, oltre a essere più piccole e di forma irregolare, sviluppano una fitta rete di radici secondarie lanose. Le carote colpite sono più soggette a marciumi molli sia in campo che durante la conservazione e presentano un sapore sgradevole per il consumo.

## Ciclo della malattia

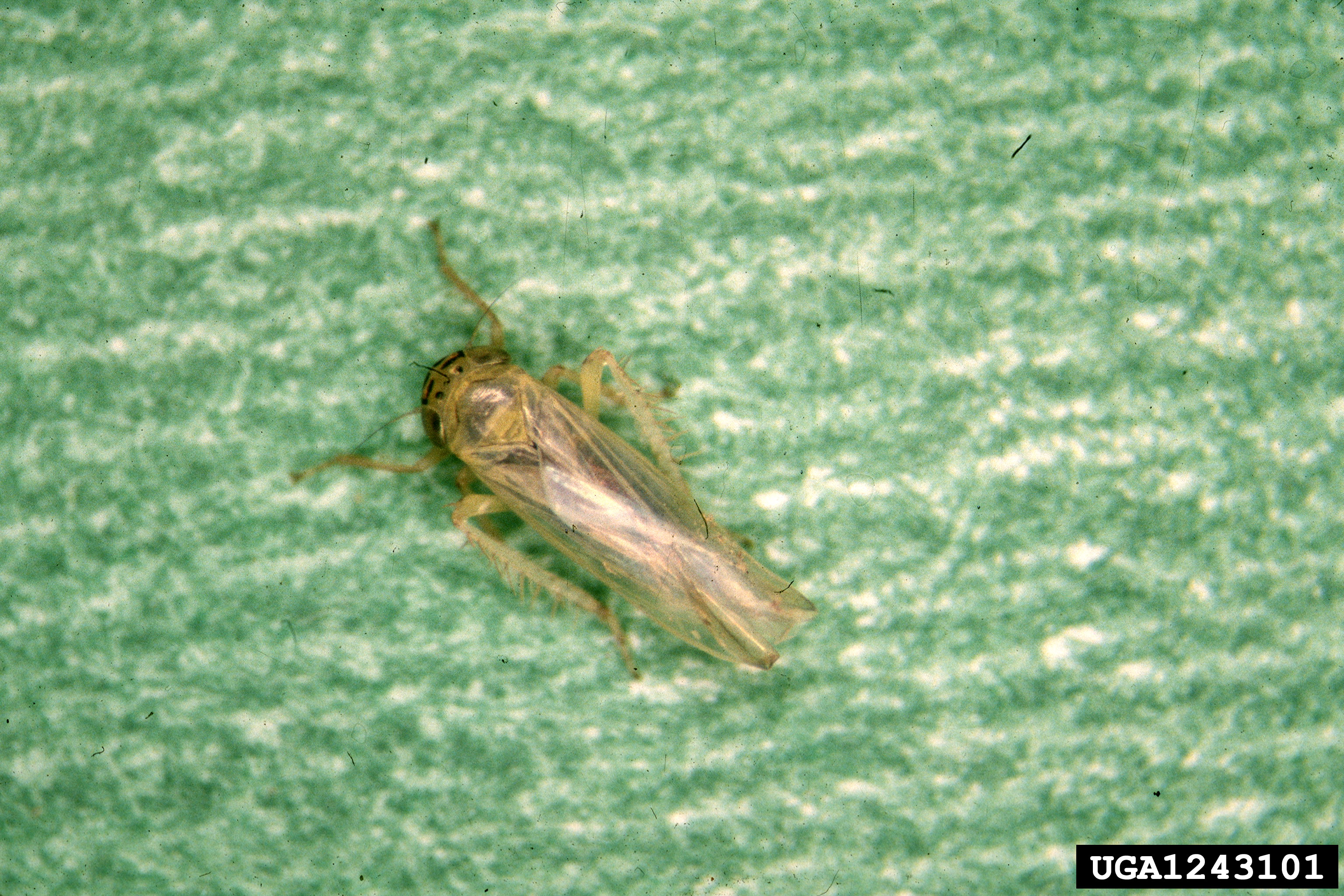
Cicalina delle Asteracee

Il Giallume delle Asteracee è provocato dal fitoplasma AYP (Aster Yellows Phytoplasma), un microrganismo simile a un batterio che si localizza esclusivamente nel floema delle piante. La sua trasmissione avviene attraverso la cicalina dell'aster (Macrosteles quadrilineatus), un insetto dell'ordine degli emitteri che si nutre della linfa floematica.
I fitoplasmi sono microrganismi procariotici di piccole dimensioni (0,5-1 μm di diametro) che si riproducono per divisione o gemmazione all'interno delle cellule cribrose del floema delle piante ospiti e nei corpi degli insetti vettori, come le cicaline. Attualmente, l'AYP (Aster Yellows Phytoplasma) non può essere coltivato su terreni privi di cellule, rendendone lo studio più complesso. Questo fitoplasma ha la capacità di aumentare la fecondità e la longevità della cicalina vettore, facilitando la diffusione dell'infezione tra le piante. L'agente patogeno può svernare nelle erbe infestanti perenni, nelle piante ornamentali, negli ortaggi o direttamente all'interno del vettore. Tra le principali piante ospiti spontanee vi sono il cardo, la carota selvatica, il tarassaco, la margherita dei campi, la black-eyed Susan e il platano a foglie larghe.
La cicalina vettore si nutre del floema delle piante infette da Ingiallimento delle Asteracee inserendo il suo apparato boccale simile a una cannuccia, uno stilo, nella cellula ed estraendolo. Una volta acquisito il fitoplasma, segue un periodo di incubazione durante il quale si moltiplica all'interno della cicalina e poi si sposta nelle ghiandole salivari. Il patogeno non può essere trasferito dal vettore prima che siano trascorsi 10-12 giorni di incubazione. Dopo questo momento, il fitoplasma può essere trasmesso a un nuovo ospite attraverso la saliva mentre la cicalina si nutre. Entro 8-24 ore dall'inoculazione, il fitoplasma esce dalla foglia e si diffonde nel floema della pianta ospite. Le cellule adiacenti al floema si ingrandiscono e muoiono, mentre le cellule sopravvissute iniziano a dividersi, ma presto muoiono anche loro. Le cellule circostanti nella regione dell'area necrotica iniziano a dividersi e ad aumentare di volume, producendo elementi cribrosi anomali, mentre gli elementi floematici all'interno delle aree necrotiche degenerano e collassano. Le piante infette solitamente mostrano sintomi dopo 8-9 giorni a 25 °C e 18 giorni a 20 °C, mentre non sviluppano sintomi a 10 ºC.

## Ambiente
Sono poche le condizioni che influenzano direttamente lo sviluppo del Ingiallimento delle Asteracee, ma alcuni fattori indiretti influenzano fortemente la velocità di trasmissione da parte della cicalina. Le condizioni che favoriscono il movimento e la diffusione della cicalina e ne incoraggiano l'alimentazione favoriscono la diffusione del fitoplasma.
La migrazione transcontinentale inizia in primavera, quando i venti dominanti e le correnti a getto aiutano a trasportare le cicaline dai loro siti di svernamento nel sud al Midwest. Una volta arrivati nel Midwest, cominciano a nutrirsi. La cicalina potrebbe essere migrata nella regione già portando con sé il fitoplasma, che potrebbe aver acquisito da piante infette durante la migrazione o mentre era ancora nel sud. La cicalina potrebbe anche essere arrivata senza portare ancora con sé il fitoplasma. In tal caso, potrebbe nutrirsi di erbacce perenni infette, contrarre l'AYP. Le condizioni meteorologiche influenzano notevolmente il volo delle cicaline, che sono pessime volatrici. Temperature inferiori a 15 °C o le precipitazioni ne arrestano temporaneamente la migrazione e ritardano il momento dell'infezione. Le cicaline si nutrono per tutta l'estate, fino a quando non migrano di nuovo verso i siti di svernamento in autunno.
Anche le condizioni meteorologiche della regione influenzano notevolmente i modelli di alimentazione delle cicaline. Se le condizioni sono calde e secche, le piante non appaiono così rigogliose e ricche di sostanze nutritive agli occhi della cicalina che si nutre del floema, mentre le stagioni con piogge abbondanti consentono alle piante di crescere molto più rigogliose. Ciò significa che le condizioni calde e secche sono meno favorevoli alla diffusione del Giallume delle Asteracee rispetto ai periodi di abbondanti piogge.
Nella parte occidentale degli Stati Uniti non si verifica alcuna migrazione delle cicaline portatrici. Ciò consente la trasmissione del fitoplasma durante tutto l'anno.

## Controllo

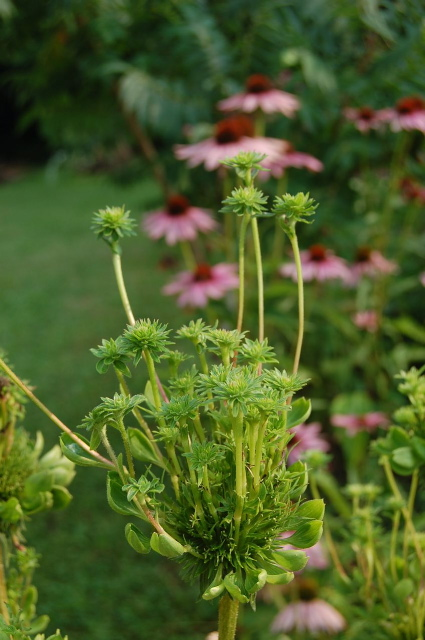
Fillodia su un'echinacea viola

Il fitoplasma del Ingiallimento delle Asteracee è un patogeno difficile da controllare, data la sua ampia gamma di ospiti. Oltre 300 specie di piante sono suscettibili all'AYP. Attualmente non si conosce alcuna cura per l'ingiallimento dell'aster. Le piante e le erbacce infette devono essere rimosse per eliminare la fonte del fitoplasma e minimizzare la diffusione. Sfortunatamente, questo è l'unico metodo di controllo a disposizione dei giardinieri domestici.
A livello agricolo e in particolare per quanto riguarda le carote, si possono utilizzare alcuni metodi per gestire le popolazioni di cicaline nel tentativo di controllare la diffusione dell'AYP. L'indice del Giallume delle Asteracee (AYI) può essere utilizzato per determinare quando applicare controlli chimici. L'AYI è uguale alla percentuale di popolazione di cicaline contenente AYP moltiplicata per il numero di cicaline presenti ogni 100 passaggi. Il numero risultante può determinare quando applicare insetticidi in base alla sensibilità della coltura o della cultivar all'alimentazione delle cicaline. Per colture o cultivar altamente suscettibili, un AYI di 50 indica la necessità di applicazione, mentre per colture o cultivar intermedie l'AYI è 75 e per colture o cultivar relativamente resistenti a sintomi economicamente dannosi l'AYI è 100.

## Importanza
L'AYP è un patogeno vegetale di importanza economica sia nel settore agricolo che in quello vivaistico. Una riduzione del 25 % nella resa delle carote è comune, con perdite che raggiungono occasionalmente l'80 %. L'AYP provoca sintomi che rendono le carote infette non commerciabili. Nelle carote lavorate, la presenza del 15 % di carote infette da Giallume delle Asteracee determina il rifiuto dell'intero prodotto a causa del loro sapore sgradevole. La deformazione dei fiori e delle strutture riproduttive impedisce la formazione dei semi. Ciò può rappresentare un problema per le colture destinate alla semina per scopi di reimpianto o al consumo, come il coriandolo o il cumino. Il rachitismo delle radici può anche causare la perdita di raccolti biennali durante l'inverno.